# 单子无心菜
单子无心菜（学名：Arenaria monosperma），一名单子蚤缀，是石竹科无心菜属的植物，是中国的特有植物。分布于中国大陆的西藏山南地区、云南等地，生长于海拔3,300米至3,500米的地区，多生在砂地及山坡石隙间，目前尚未由人工引种栽培。

## 形态
为二年生或多年生草本。花多数，聚伞花序，花瓣顶端全缘或二裂。蒴果，仅具一粒种子。